# Lares (Nordafrika)
Lares ist eine antike Stadt in Nordafrika beim heutigen Henchir Lorbeus in Tunesien. Die Stadt liegt östlich des Bagradas an der Straße von Karthago nach Theveste, 15 Kilometer südöstlich von Le Kef.
Die Stadt gehörte zuerst zu Numidien und war ein wichtiger Stützpunkt des römischen Feldherrn Gaius Marius im Krieg gegen den Numiderkönig Jugurtha Ende des 2. Jahrhunderts v. Chr. In römischer Zeit gehörte Lares zum Gebiet der römischen Provinz Africa, in der Spätantike zu Byzacena.  Seit hadrianischer Zeit war die Stadt Colonia. 
Es sind ausgedehnte Überreste erhalten. In frühbyzantinischer Zeit ließ Justinian I. eine neue Stadtmauer errichten.
Auf das spätantike Bistum der Stadt, das seit dem 3. Jahrhundert n. Chr. bezeugt ist, geht das Titularbistum Lares der römisch-katholischen Kirche zurück.